# Allgemeiner Österreichischer Frauenverein
La Asociación General de Mujeres Austriacas (Allgemeiner Österreichischer Frauenverein) (  AÖFV )  fue una organización austríaca de mujeres que defendía el sufragio femenino, activa entre 1893 y 1919. Fue la principal organización en defensa del sufragio femenino en Austria. Auguste Fickert fue una figura central hasta su muerte en 1910.  El número de miembros oscilaba entre 200 y 300 mujeres. Los hombres podían convertirse en miembros de apoyo, aunque el derecho a opinar en el club estaba reservado a las mujeres.

## Historia

### Antecedentes
Durante la Revolución de 1848, Karoline von Perin-Gradenstein fundó la primera asociación de mujeres austríaca, la Wiener Demokratischer Frauenverein (Asociación de Mujeres Democráticas de Viena). Sin embargo, tras la violenta represión de la revolución, se prohibió la participación política de las mujeres y el club se disolvió. 
Con la Vereinsgesetz  (Ley sobre asociaciones de 1867) se permitieron nuevamente las asociaciones políticas, pero se discriminaba a "los extranjeros, las mujeres y los menores de edad", lo que significaba que las mujeres oficialmente solo podían participar en sociedades benéficas o educativas. 
Después de la Revolución de 1848, a una minoría de mujeres que tenían propiedades importantes o en negocios se les concedió el derecho a votar en algunos municipios locales y a partir de 1861 también en el Landtag (Austria-Hungría) pero no a votar en la asamblea legislativa, el Consejo Imperial. Sin embargo, incluso este derecho fragmentado e incompleto al voto, fue suprimido entre 1884 y 1904 a raíz de las reformas electorales, que impulsaron renovadas energías en la lucha de las mujeres para obtener el derecho de voto con todas las prerrogativas. En 1892, el Partido Socialdemócrata de Austria incluyó en su programa la reivindicación del sufragio general, igualitario y secreto sin distinciones de sexo. Sin embargo, los miembros masculinos del partido a menudo brindaban poco apoyo a la reivindicación y el sufragio femenino generalmente se consideraba un objetivo de importancia menor.

### Fundación

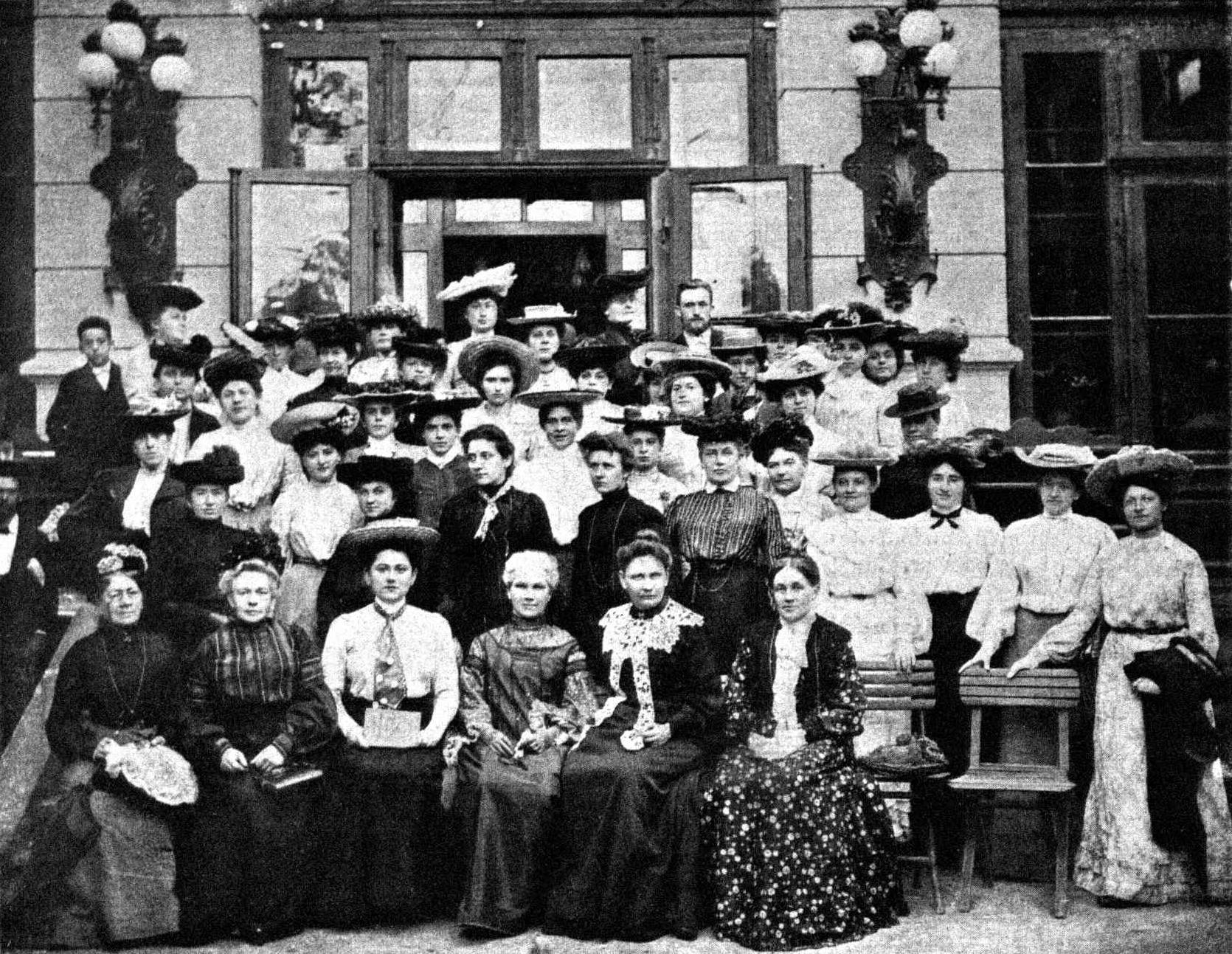
Reunión de la Allgemeiner Österreichischer Frauenverein 1904 en Viena

El 28 de enero de 1893, Ottilie Turnau presidió la reunión fundacional de la Allgemeiner Österreichischer Frauenverein en la sala de reuniones del Antiguo Ayuntamiento de Viena. Auguste Fickert, Anna Frisch, Marie Mussil, Amelie Straß, Ottilie Turnau, Marie Völkl y Flora Weinwurm fueron elegidas miembros de la junta directiva. El cargo de presidenta, como en otros clubes, quedó vacante por el momento.  No fue hasta 1897 que Auguste Fickert fue elegida presidenta acompañada en el liderazgo por  Rosa Mayreder como vicepresidenta además de Marie Lang y Marianne Hainisch .   Irma von Troll-Borostyani también fue cofundadora.

### Primeros años
Aunque la ley prohibía a las asociaciones ser políticamente activas,  no así a las personas de manera indifidual, lo que permitía a Auguste Frickert convocar reuniones públicas sobre temas políticos. A través de declaraciones sobre temas contemporáneos como la maternidad, la prostitución, la sexualidad y el sufragio femenino, la AÖFV contribuyó a la politización de las mujeres. Desde mediados de la década de 1890, el club hizo campaña por una reforma de la ley del matrimonio y familiar y defendió los derechos de las mujeres trabajadoras de clase media y de las funcionarias públicas.  En 1894, Therese Schlesinger se sumó al movimiento y se convirtió en una participante importante.
Entre 1893 y 1897 se publicó el periódico mensual del partido Das Recht der Frau ( El derecho de la mujer )  con la ayuda del político liberal Ferdinand Kronawetter y su revista Voksstimme (La voz del pueblo ). En 1899 la asociación publicó su propia revista, el Dokumente der Frauen (Documentos de las mujeres) dirigida por Auguste Fickert, Marie Lang y Rosa Mayreder en la que se publicaban periódicamente contribuciones de debate y artículos sobre cuestiones de política, derecho, medicina, psicoanálisis, etc. A los hombres también se les permitió escribir en la revista. Más tarde, después de desacuerdos entre Fickert y Mayreder, por un lado, y Marie Lang, por otro, la revista dejó de publicarse. De 1902 a 1918 se publicó una nueva revista, llamada Neues Frauenleben ( Nuevas vidas de mujeres ) que defendía las posiciones del club.  

### Cooperación y conflicto
En 1895, por iniciativa de Fickert, se creó un servicio de asesoramiento llamado Rechtsschutzstelle establecido en Viena, que prestaba asesoramiento jurídico gratuito (sobre todo a mujeres pobres y solteras). En un principio, el asesoramiento se realizaba en la propia casa particular de Fickert, pero más tarde la ciudad de Viena cedió un edificio público para la creación de una oficina. En 1901, el servicio funcionaba en tres lugares separados y un año después había crecido tanto que se creó una sección propia de la AÖFV para organizar su funcionamiento. 
En 1902 se creó la Beamtinnensektion (Sección de funcionarias públicas) dirigida por Ida Meyer, que tenía como objetivo representar a las mujeres que, por su trabajo en la función pública, no estaban incluidas en la noción de " clase trabajadora " de las organizaciones socialistas. Entre ellas se encontraban principalmente carteras y, más tarde, operadoras de telégrafos. 
La proliferación de asociaciones animó a la creación de una organización paraguas para coordinar estrategias y en el mismo año 1902 varias asociaciones de mujeres austriacas se unieron en la Bund Österreichischer Frauenvereine (Federación de Asociaciones de Mujeres de Austria). La Asociación General de Mujeres Austríacas se sumó al proyecto y se convirtió en miembro, pero Auguste Fickert exigió que la asociación estuviera representada en el comité ejecutivo de la federación creada y escribió artículos críticos que publicó en la Neue Frauenleben, en el que acusó a la BÖFV de ser demasiado apolítica. 
La discordia entre la AÖFV y la BÖFV se intensificó cuando en enero de 1906 esta última fundó una nueva asociación en competencia directa con la Beamtinnensektion de la AÖFV, la Reichsverein der Post- und Telegraphenmanipulantinnen und Posthilfsbeamtinnen (Asociación imperial de carteras, telegrafistas y carteras auxiliares). Esto provocó que la AÖFV abandonara la federación, lo que a su vez provocó la protesta y la dimisión de 24 miembros de la Allgemeiner Österreichischer Frauenverein, entre ellos Marianne Hainisch.  
La división se interpretó como la separación entre dos alas, una moderada, la BÖFV y una radical AÖFV del movimiento de mujeres de Austria. 

### Últimos años
Auguste Fickert murió en 1910, y la presidencia quedó vacante al principio, compartiendo Mathilde Hanzel-Hübner la vicepresidencia con Sofie Regen. Aunque anteriormente las mujeres judías habían ocupado puestos importantes en la asociación, a raíz de la Primera Guerra Mundial surgieron debates antisemitas relacionados con Leopoldine Kulka (que se oponía al antisemitismo) y su deseo de suceder a Fickert. Al principio, la guerra frenó la mayoría de los esfuerzos de las sufragistas y no fue hasta 1916 cuando las mujeres volvieron a hacer campaña. Pasó un año más hasta que las asociaciones de mujeres volvieran a celebrar reuniones.  
La cuestión del pacifismo fue controvertida dado que las actividades pacifistas estaban prohibidas, pero la AÖFV, a diferencia de otras asociaciones de mujeres, se adhirió a sus principios antibélicos. Ya en 1915 Leopoldine Kulka y Olga Misař habían participado en el Congreso de Paz de La Haya, y en 1917 se fundó otra sección de la AÖFV llamada Friedenspartei  (Partido por la paz) liderado por Elsa Beer-Angerer, que exigía el fin de la guerra. 
El 12 de noviembre de 1918, tras el colapso de Austria-Hungría, se proclamó la República de Austria-Alemania, que otorgaba el sufragio activo y pasivo a todos los ciudadanos adultos independientemente de su sexo. Esto significaba que finalmente se había logrado el sufragio femenino en Austria. Posiblemente, a consecuencia de ello, en 1919 la Allgemeiner Österreichischer Frauenverein se disolvió aunque algunas de sus miembros continuaron sus actividades políticas en el ámbito internacional, por ejemplo en el marco de la Liga Internacional de Mujeres por la Paz y la Libertad.

## Objetivos
El objetivo principal de la asociación era la participación de las mujeres en la mejora de la sociedad, lo que incluía trabajar para el bienestar general, el sistema escolar y la desmilitarización. El derecho de las mujeres a votar fue considerado como un medio para alcanzar estos objetivos.